# Международный центр по картофелю
Международный центр по картофелю (англ. International Potato Centre) - краткое название которого CIP, был основан в 1971 году как организация по исследованию клубней с целью внедрения решений насущных проблем голода, нищеты и истощения природных ресурсов.
Головной офис Международного центра по картофеля (CIP) находится в Лима, Перу, и имеет 20 офисов в развивающихся странах Азии, Африки и Латинской Америки.
Генетический банк Международного центра картофеля возвращает генетические ресурсы картофеля, а также связанные с ними знания, общинам, учредившим «картофельный парк» (Parque de la papa) в охранной зоне, в которой они выращивают растения и осуществляют их управление. Такая репатриация биологического разнообразия эффективным образом обеспечивает контроль за генетическими ресурсами на местном уровне. Парк, занимающий 15 тыс. гектаров, - это «живая библиотека» генетического разнообразия картофеля, насчитывающая около 1200 культивируемых в высокогорьях сортов. Также имеется обширный генетический материал - 3,8 тыс. образцов различных сортов, культивируемых в Андах, и 1,5 тыс. сортов более чем 100 диких родственников картофеля. Хранится сортовой материал в многочисленных пробирках в сейсмоустойчивой комнате с постоянной температурой.
Долгосрочная задача генетического парка – заново ввести все 4000 известных сортов картофеля в долине, что позволит парку действовать в качестве второго центра происхождения этой важной сельскохозяйственной культуры.